# Brasão de armas das Ilhas Cook

Brasão das Ilhas Cook

O Brasão de Armas das Ilhas Cook tem um escudo como seu ponto focal. O escudo é azul com quinze estrelas brancas dispostas em círculo, como encontrado na bandeira nacional, e é suportado por um peixe-voador (Maroro) e uma andorinha branca (kakaia). O Elmo é um ariki cabeça-vestido (kura pare) de penas vermelhas, simbolizando a importância do sistema de classificação tradicional, e o nome da nação está em um rolo abaixo do escudo. A realização é aumentado por uma cruz e um clube Rarotongano (momore taringavaru) usado por oradores durante discursos tradicionais, respectivamente, simbolizando o cristianismo e a riqueza da tradição Ilhas Cook ', colocado em saltire atrás do escudo.
O brasão de armas foi projetado pelo Papa Motu Kora, um mataiapo, um título tradicional, principalmente a partir da aldeia de Matavera em Rarotonga. Papa Motu é o secretário da Casa de Ariki, a casa de chefes supremos de toda a Ilha Cook. Ele ocupou esse cargo durante muitos anos e é bem conhecido nas Ilhas Cook como um Tumu korero ou orador tradicional.